# Jonah Hill
Jonah Hill Feldstein (Los Angeles, Califòrnia, 20 de desembre de 1983) és un actor, productor, guionista i comediant estatunidenc. És conegut pels seus papers còmics en pel·lícules com Accepted (2006), Grandma's Boy (2006), Supersortits (2007), Knocked Up (2007), Passo de tu (2008), Get Him to the Greek (2010), 21 Jump Street (2012), This Is the End (2013), 22 Jump Street (2014) i Joc d'armes (2016), així com les seves actuacions a Moneyball (2011) i The Wolf of Wall Street (2013) amb la que rebé nominacions a l'Oscar al millor actor secundari dels premis Oscar. Va ocupar el lloc número 28 en el rànquing de la revista Forbes dels actors més ben pagats del món des de juny de 2014 fins a juny de 2015, amb 16 milions de dòlars.

## Filmografia

### Cinema

#### Com a actor
| Any  | Títol                                          | Paper                            | Notes            | Referències       |
| ---- | ---------------------------------------------- | -------------------------------- | ---------------- | ----------------- |
| 2004 | Estranyes coincidències (I Heart Huckabees)    | Bret                             |                  | [ 2 ] [ 3 ] [ 4 ] |
| 2005 | Verge als 40                                   | Client d'eBay                    |                  | [ 5 ] [ 6 ]       |
| 2006 | Click                                          | Ben Newman als 17 anys           |                  | [ 6 ]             |
| 2006 | Accepted                                       | Sherman Schrader                 |                  | [ 7 ]             |
| 2006 | Grandma's Boy                                  | Barry                            |                  | [ 6 ] [ 8 ]       |
| 2006 | 10 Items or Less                               | Packy                            |                  | [ 9 ] [ 10 ]      |
| 2007 | Rocket Science                                 | Filòsof Junior                   |                  |                   |
| 2007 | Knocked Up                                     | Jonah                            |                  |                   |
| 2007 | Evan Almighty                                  | Eugene Tannenbaum                |                  |                   |
| 2007 | Supersortits                                   | Seth                             |                  |                   |
| 2007 | Walk Hard: The Dewey Cox Story                 | Older Nate Cox                   | Cameo            |                   |
| 2008 | Strange Wilderness                             | Cooker                           |                  |                   |
| 2008 | Horton Hears a Who!                            | Tommy (veu)                      |                  |                   |
| 2008 | Passo de tu                                    | Matthew Van Der Wyk              |                  |                   |
| 2008 | Just Add Water                                 | Eddie Tuckby                     |                  |                   |
| 2009 | Night at the Museum: Battle of the Smithsonian | Brundon                          | No acreditat     |                   |
| 2009 | The Invention of Lying                         | Frank                            |                  |                   |
| 2009 | Funny People                                   | Leo Koenig                       |                  |                   |
| 2010 | Cyrus                                          | Cyrus                            |                  |                   |
| 2010 | Com ensinistrar un drac                        | Snotlout Jorgenson (veu)         |                  |                   |
| 2010 | Get Him to the Greek                           | Aaron Green                      |                  |                   |
| 2010 | Megamind                                       | Hal Stewart / Tità (veu)         |                  |                   |
| 2011 | Moneyball                                      | Peter Brand                      |                  |                   |
| 2011 | Gift of the Night Fury                         | Snotlout Jorgenson (veu)         | Pel·lícula curta |                   |
| 2011 | The Sitter                                     | Noah Griffith                    |                  |                   |
| 2012 | 21 Jump Street                                 | Morton Schmidt                   |                  |                   |
| 2012 | The Watch                                      | Franklin                         |                  |                   |
| 2012 | Django desencadenat                            | Cap de la borsa núm. 2           | Cameo            |                   |
| 2013 | This Is the End                                | ell mateix                       |                  |                   |
| 2013 | The Wolf of Wall Street                        | Donnie Azoff                     |                  |                   |
| 2014 | Lego, la pel·lícula                            | Hal Jordan / Green Lantern (veu) |                  |                   |
| 2014 | How to Train Your Dragon 2                     | Snotlout Jorgenson (veu)         |                  |                   |
| 2014 | 22 Jump Street                                 | Morton Schmidt                   |                  |                   |
| 2015 | True Story                                     | Michael Finkel                   |                  |                   |
| 2016 | Hail, Caesar!                                  | Joseph Silverman                 |                  |                   |
| 2016 | Sausage Party                                  | Carl (veu)                       |                  |                   |
| 2016 | Joc d'armes                                    | Efraim Diveroli                  |                  |                   |
| 2017 | Batman. La Lego pel·lícula                     | Hal Jordan / Green Lantern (veu) |                  |                   |
| 2018 | Don't Worry, He Won't Get Far on Foot          | Donnie                           |                  |                   |

#### Com a productor
| Any  | Títol          | Notes              | Referències |
| ---- | -------------- | ------------------ | ----------- |
| 2009 | Brüno          | Productor associat |             |
| 2011 | The Sitter     | Productor executiu |             |
| 2012 | 21 Jump Street | Productor executiu |             |
| 2014 | 22 Jump Street | Productor executiu |             |
| 2016 | Sausage Party  | Productor executiu |             |
| 2016 | Why Him?       | Productor          |             |

#### Com a coguionista
| Any  | Títol          | Notes | Referències |
| ---- | -------------- | ----- | ----------- |
| 2012 | 21 Jump Street |       |             |
| 2014 | 22 Jump Street |       |             |
| 2016 | Sausage Party  |       |             |
| 2016 | Why Him?       |       |             |

#### Com a director
| Any  | Títol            | Notes                         | Referències |
| ---- | ---------------- | ----------------------------- | ----------- |
| 2017 | "Ain't It Funny" | Vídeo musical de Danny Brown  |             |
| 2018 | Mid-90s          | Debut de director en funcions | [ 11 ]      |

### Sèries i pel·lícules de televisió

#### Com a actor
| Ant  | Títol                                 | Paper                            | Notes                                                   | Referències |
| ---- | ------------------------------------- | -------------------------------- | ------------------------------------------------------- | ----------- |
| 2004 | NYPD Blue                             | Clerk                            | Episodi: "You're Buggin' Me"                            |             |
| 2004 | House, MD                             | Paio                             | Episodi: "Maternity"                                    |             |
| 2006 | Clark and Michael                     | Derek                            | Episodi: "1.8"                                          |             |
| 2006 | Campus Ladies                         | Paio                             | 7 episodis                                              |             |
| 2007 | Human Giant                           | Client de Weenie King            | Episodi: "Ta Da"                                        |             |
| 2007 | Wainy Days                            | Neil                             | 2 episodis                                              |             |
| 2008 | Saturday Night Live                   | Amfitrió                         | Episodi: "Jonah Hill/Mariah Carey"                      |             |
| 2009 | Tim and Eric Awesome Show, Great Job! | John A. Hill                     | Episodi: "Road Trip"                                    |             |
| 2009 | Reno 911!                             | Daniel Shaheen                   | Episodi: "Training Day"                                 |             |
| 2009 | Els Simpson                           | Andy Hamilton (veu)              | Episodi: "Pranks and Greens"                            |             |
| 2010 | Legend of the Boneknapper Dragon      | Snotlout Jorgenson (veu)         | Curt de televisió                                       |             |
| 2011 | Allen Gregory                         | Allen Gregory / Guillermo (veus) | 7 episodis; also co-creator, executive producer, writer |             |
| 2012 | Saturday Night Live                   | Amfitrió                         | Episodi: "Jonah Hill/The Shins"                         |             |
| 2013 | Comedy Central Roast of James Franco  | Roaster                          | Especial de televisió                                   |             |
| 2014 | Saturday Night Live                   | Amfitrió                         | Episodi: "Jonah Hill/Bastille"                          |             |
| 2016 | Saturday Night Live                   | Amfitrió                         | Episodi: "Jonah Hill/Future"                            |             |
| 2017 | Animals.                              | El president (veu)               | Episodi: "Humans"                                       |             |
| 2018 | Maniac                                |                                  |                                                         |             |